# Euripersia artemisiae
Euripersia artemisiae är en insektsart som först beskrevs av Hall 1926.  Euripersia artemisiae ingår i släktet Euripersia och familjen ullsköldlöss. Inga underarter finns listade i Catalogue of Life.